# 우크라이나국
우크라이나국(우크라이나어: Українська Держава 우크라인스카 데르자바[*])은 1918년 4월 29일부터 1918년 12월 14일 초반까지 현재의 우크라이나와 주변 국가에 존재했던 국가이다. 이 국가의 국가원수는 우크라이나 헤트만 파울로 스코로파즈키였다.
1917년 러시아 제국에서 일어난 2월 혁명 이후에 옛 러시아 제국의 영토 안에서는 많은 "독립 국가"가 수립되었다. 그 중에서 우크라이나에서는 우크라이나 인민공화국이 수립되었다. 우크라이나 인민공화국의 행정부 격인 우크라이나 중앙 라다는 정치 경험과 수행 능력이 전무했기 때문에 해산되었다.
1918년 4월 우크라이나를 독일군의 식량을 제공하는 거점으로 여긴 독일 제국에 의해 우크라이나국이 수립되었다. 우크라이나국은 중앙 라다 정부가 농민에게 분배하고 있었던 농지를 지주에게 돌려주는 정책을 시행했다. 독일 제국이 제1차 세계 대전에서 패배하면서 우크라이나국은 우크라이나 인민공화국에 편입되었다.